# Engyophrys sanctilaurentii
Engyophrys sanctilaurentii és un peix teleosti de la família dels bòtids i de l'ordre dels pleuronectiformes.

## Morfologia
Pot arribar als 20 cm de llargària total.

## Distribució geogràfica
Es troba a les costes centrals del Pacífic Oriental (des de Mèxic fins a Perú).